# Liste des États et territoires d'Australie par point culminant
Cette liste présente les États et territoires de l'Australie par point culminant.

## Précisions
Concernant le premier niveau de l'administration territoriale du pays, l'Australie compte six États et dix territoires, dont sept territoires extérieures (de).
Le statut politique controversé du « territoire antarctique australien », tout comme les autres revendications territoriales du continent austral, fait qu'il est comptabilité à part.

## Liste
- sommets situés entre deux subdivisions australiennes de premier niveau.

| Rang | Subdivision                            | Sommet                    | Altitude (m) | Chaîne/Massif                                      | Coordonnées                       | Image                  |
| ---- | -------------------------------------- | ------------------------- | ------------ | -------------------------------------------------- | --------------------------------- | ---------------------- |
| NC   | Territoire antarctique australien      | Dôme A                    | 4 093        | Aucun                                              | 80° 22′ 00″ sud, 77° 21′ 00″ est  | Illustration manquante |
| 1    | Îles Heard-et-MacDonald                | Pic Mawson                | 2 745        | Big Ben                                            | 53° 06′ 00″ sud, 73° 31′ 00″ est  | Pic Mawson             |
| 2    | Nouvelle-Galles du Sud                 | Mont Kosciuszko           | 2 228        | Snowy Mountains (Cordillère australienne)          | 36° 27′ 21″ sud, 148° 15′ 49″ est | Mont Kosciuszko        |
| 3    | Victoria                               | Mont Bogong               | 1 986        | Alpes Victoriennes (en) (Cordillère australienne)  | 36° 43′ 57″ sud, 147° 18′ 20″ est | Mont Bogong            |
| 4    | Territoire de la capitale australienne | Mont Bimberi              | 1 913        | Monts Brindabella (Cordillère australienne)        | 35° 39′ 39″ sud, 148° 47′ 21″ est | Mont Bimberi           |
| 5    | Tasmanie                               | Mont Ossa                 | 1 617        | Chaîne Pélion                                      | 41° 52′ sud, 146° 02′ est         | Mont Ossa              |
| 6    | Queensland                             | Mont Bartle Frere         | 1 611        | Bellenden Ker Range (en) (Cordillère australienne) | 17° 23′ 00″ sud, 145° 49′ 00″ est | Mont Bartle Frere      |
| 7    | Territoire du Nord                     | Mont Zeil                 | 1 531        | Monts MacDonnell                                   | 23° 24′ 06″ sud, 132° 23′ 45″ est | Mont Zeil              |
| 8    | Australie-Méridionale                  | Mont Woodroffe            | 1 435        | Monts Musgrave                                     | 26° 19′ 13″ sud, 131° 44′ 38″ est | Illustration manquante |
| 9    | Australie-Occidentale                  | Mont Meharry              | 1 249        | Monts Hamersley                                    | 22° 58′ 00″ sud, 118° 35′ 00″ est | Illustration manquante |
| 10   | Île Christmas                          | Murray Hill               | 361          | Île Christmas                                      | 10° 29′ 00″ sud, 105° 34′ 51″ est | Illustration manquante |
| 11   | Île Norfolk                            | Mont Bates                | 319          | Île Norfolk                                        | 29° 01′ 06″ sud, 167° 56′ 08″ est | Illustration manquante |
| 12   | Territoire de la baie de Jervis        | Bherwerre Trig Point (de) | 170          | Cordillère australienne                            | 35° 09′ 42″ sud, 150° 43′ 49″ est | Illustration manquante |
| 13   | Îles Cocos                             | Point non nommé           | 9            | South Island (en)                                  | 12° 11′ 22″ sud, 96° 55′ 24″ est  | Illustration manquante |
| 14   | Îles de la mer de Corail               | Point non nommé           | 6            | Île Cato (ceb)                                     | 23° 15′ 05″ sud, 155° 32′ 21″ est | Illustration manquante |
| 15   | Îles Ashmore-et-Cartier                | Point non nommé           | 2            | West Island                                        | 12° 14′ 31″ sud, 122° 58′ 00″ est | Illustration manquante |

## Carte
| Mont Kosciuszko Mont Bogong Mont Bimberi Mont Ossa Mont Bartle Frere Mont Zeil Mont Woodroffe Mont Meharry Bherwerre Trig Point Point non nommé |

Compte tenu de l'éloignement géographique de la plupart des territoires extérieures vis-à-vis de l'Australie continentale, ils ne sont pas visibles sur cette carte.